# Restaurang Pelikan

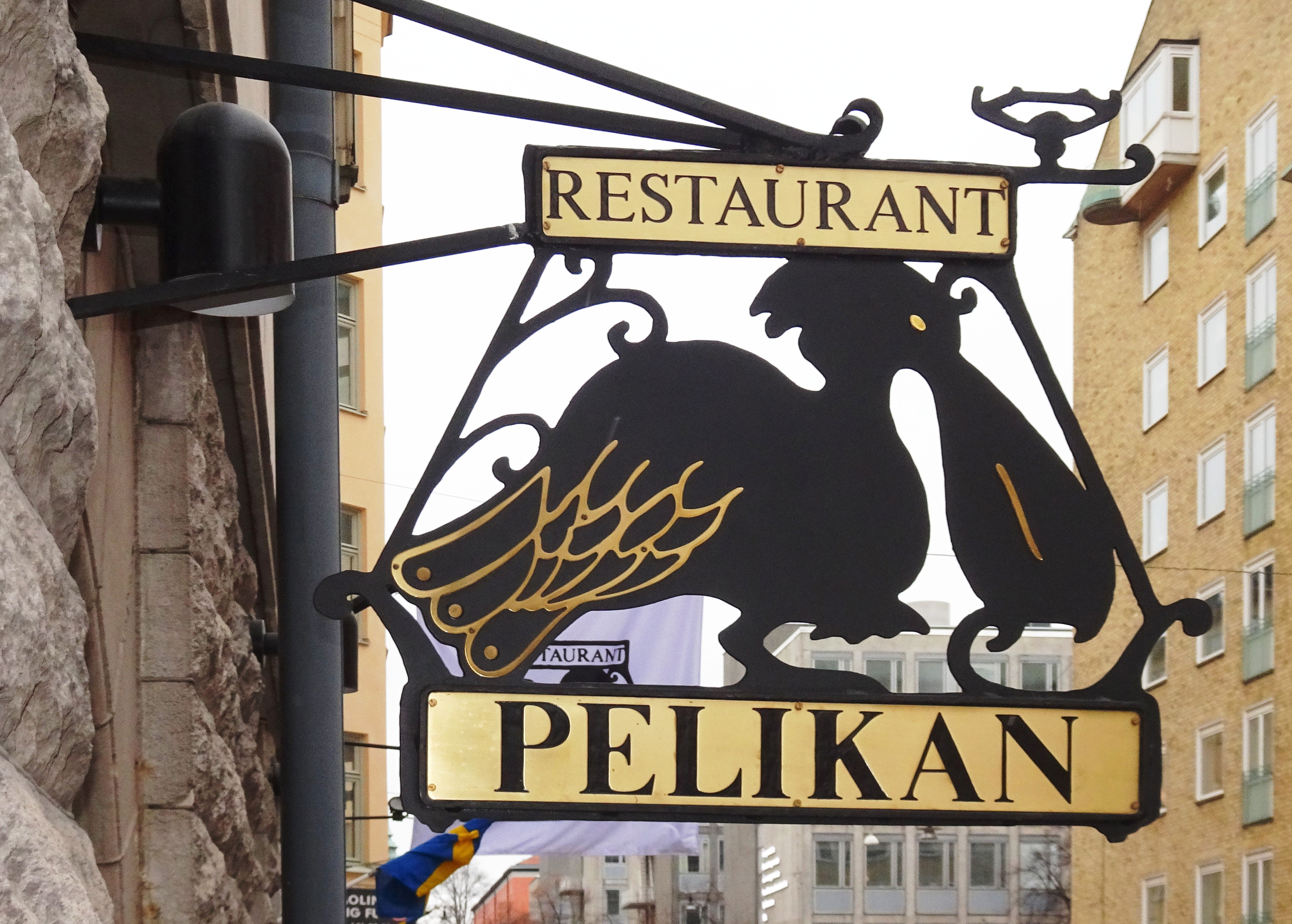
"Restaurant Pelikan" på Blekingegatan 40, flaggskylt.

Restaurang Pelikan (Restaurant Pelikan) ligger sedan 1969 på Blekingegatan 40 på Södermalm i Stockholm. Tidigare låg Pelikan både i Gamla stan och vid Brunnsbacken. Pelikan är ett av Stockholms äldsta restaurangnamn och är belagt sedan 1600-talet. Byggnaden i kvarteret Obelisken vid Blekingegatan ritades 1904 av arkitekt Sam Kjellberg och är grönklassad av Stockholms stadsmuseum vilket betyder att huset är särskilt värdefull från historisk, kulturhistorisk, miljömässig eller konstnärlig synpunkt.

## Restaurang Pelikan i Gamla stan
Pelikan omnämndes första gången på 1600-talet som "Pehlekahn". Restaurangen skall ha haft flera adresser i Gamla Stan. År 1664 öppnade vinskänken Hans Georg Cron källaren Pelikan på Österlånggatan i Gamla Stan. År 1720 flyttade krogen "Pehlekahn" till Svartmangatan, som var en av stadens äldsta gator som utgick från Gamla stans centrum, Stortorget. I tretton år blev krogen kvar där och år 1733 flyttade den till Bryggareämbetets hus vid Brunnsbacken 4 på Södermalm i Slussenområdet.

## Restaurang Pelikan på Brunnsbacken 1733-1931

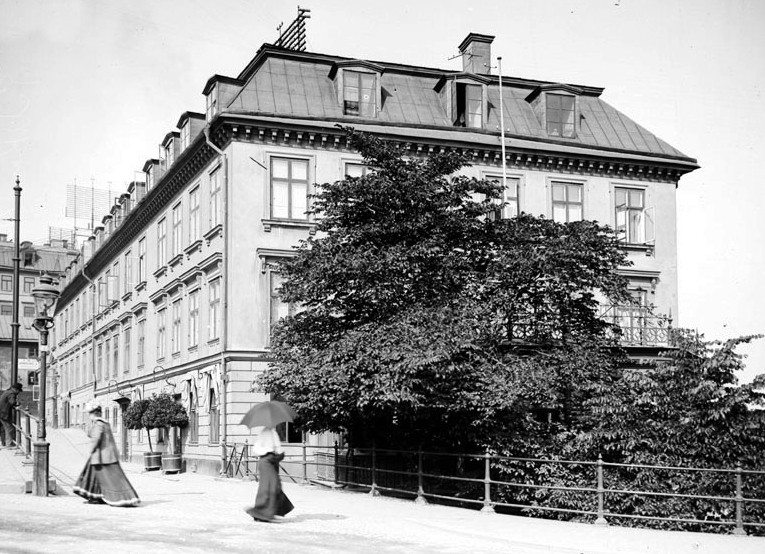
Pelikan vid Brunnsbacken, 1912.

Krogen Pelikan flyttade 1733 till Brunnsbacken 4 och den låg vid området där Hornsgatan och Götgatan mynnar, vid nuvarande Södermalmstorg. Pelikan var mycket av en hamnkrog för alla som arbetade i och omkring de många segelfartygen, som låg vid kajerna där Gamla Stan mötte Södermalm på 1730-talet. Under 1700-talet hade restaurangen under många perioder rykte om sig att vara Åsöns bästa restaurang.
På 1860-talet beskrivs krogen Pelikan på Brunnsbacken som en av de tre bästa i Stockholm för en supé, "där skickliga hushållerskor lagar sund och välsmakande svensk husmanskost". Krognamnet Pelikan kom så småningom att få handfast gestalt. På restaurangens rotunda i glas och järn, en slags veranda med tak, fanns en skulpturgrupp, en pelikanhona som matade sina tre ungar. Krogen Pelikan fanns kvar på Brunnsbacken i nära 200 år, ända till 1931. Kvällen den 30 september 1931 blev den sista i Pelikans historia på Brunnsbacken. En krona och femtio öre kostade maten som serverades sista kvällen. Den bestod av fyra rätter och smörgåsbord.
Brunnsbacken försvann i början av 1930-talet för att bereda plats för trafikplatsen Slussen. Namnet levde vidare i en av Slussens slingor, Pelikanslingan, vars södra del gick ungefär där byggnaden med Restaurang Pelikan låg åren 1733–1931.

## Historiska bilder från omkring 1920

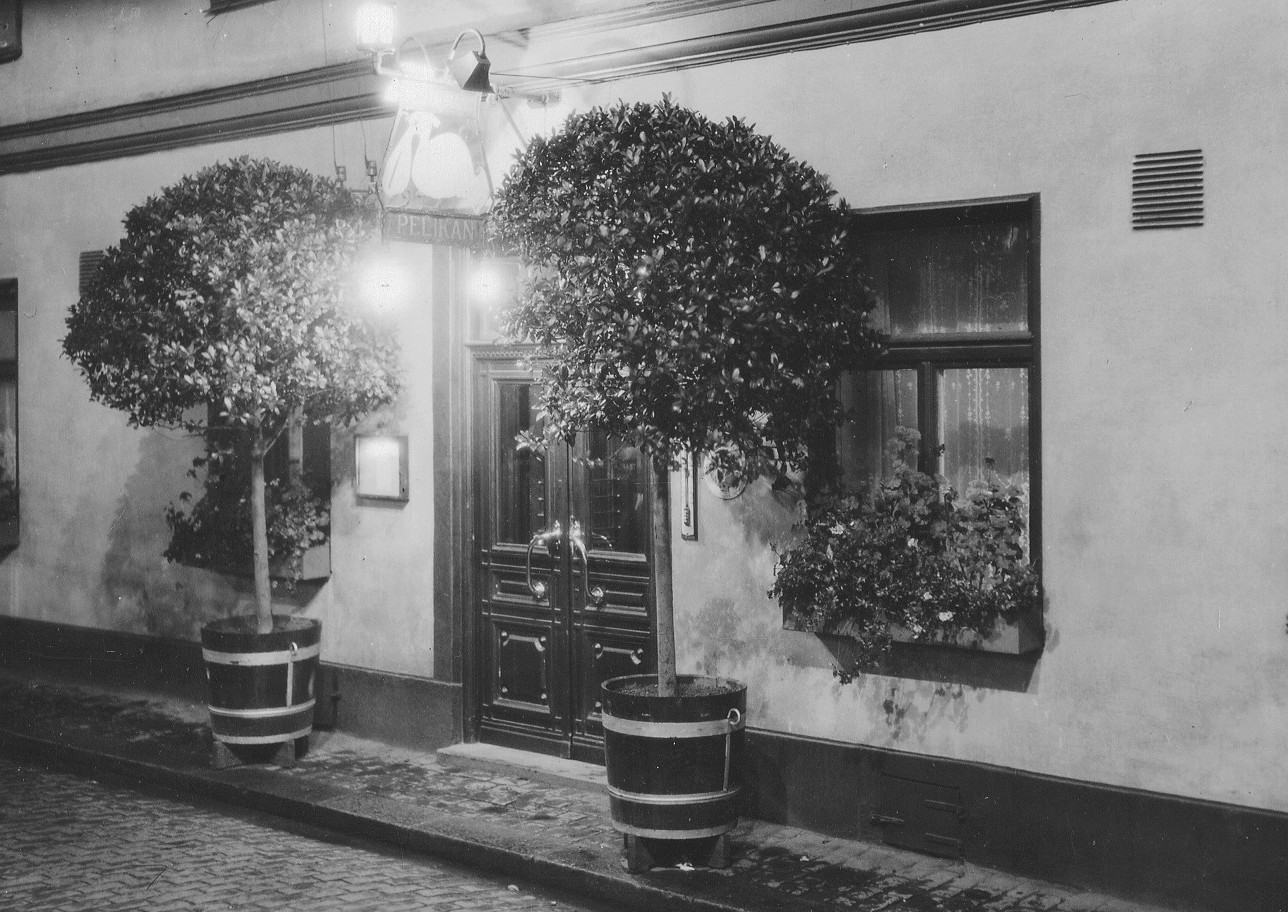
Pelikanens entré.
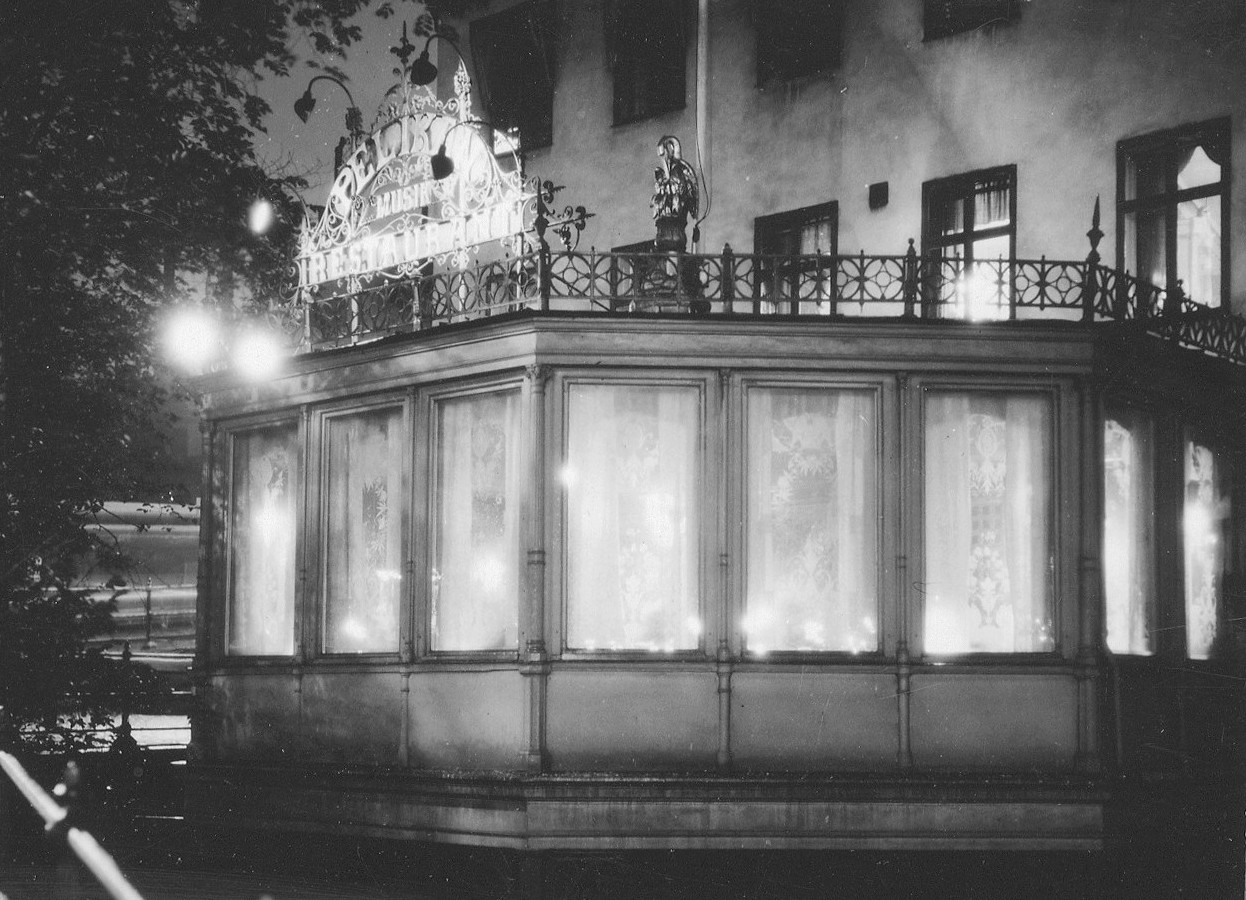
Pelikanens rotunda.
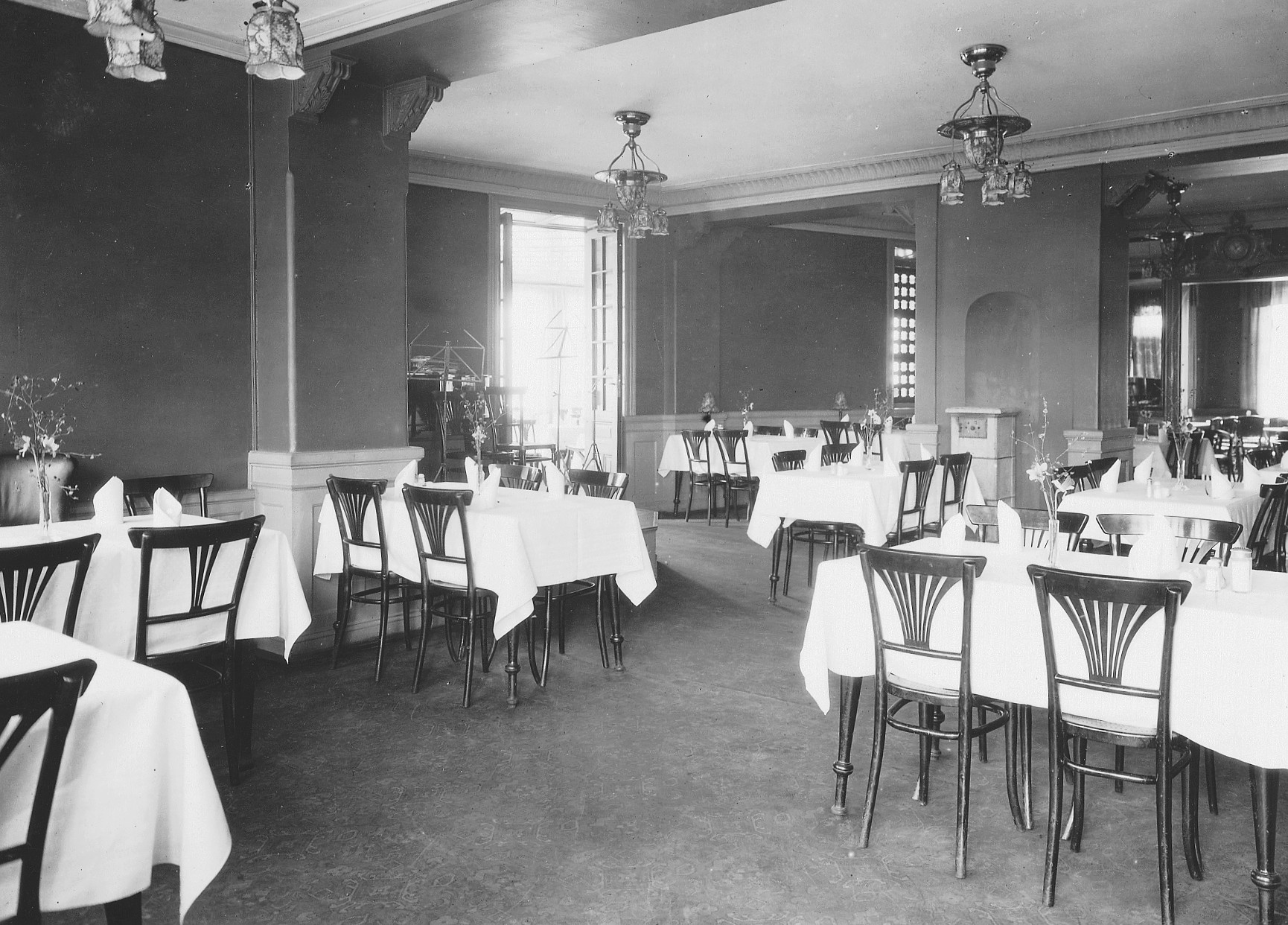
Pelikanens matsal.
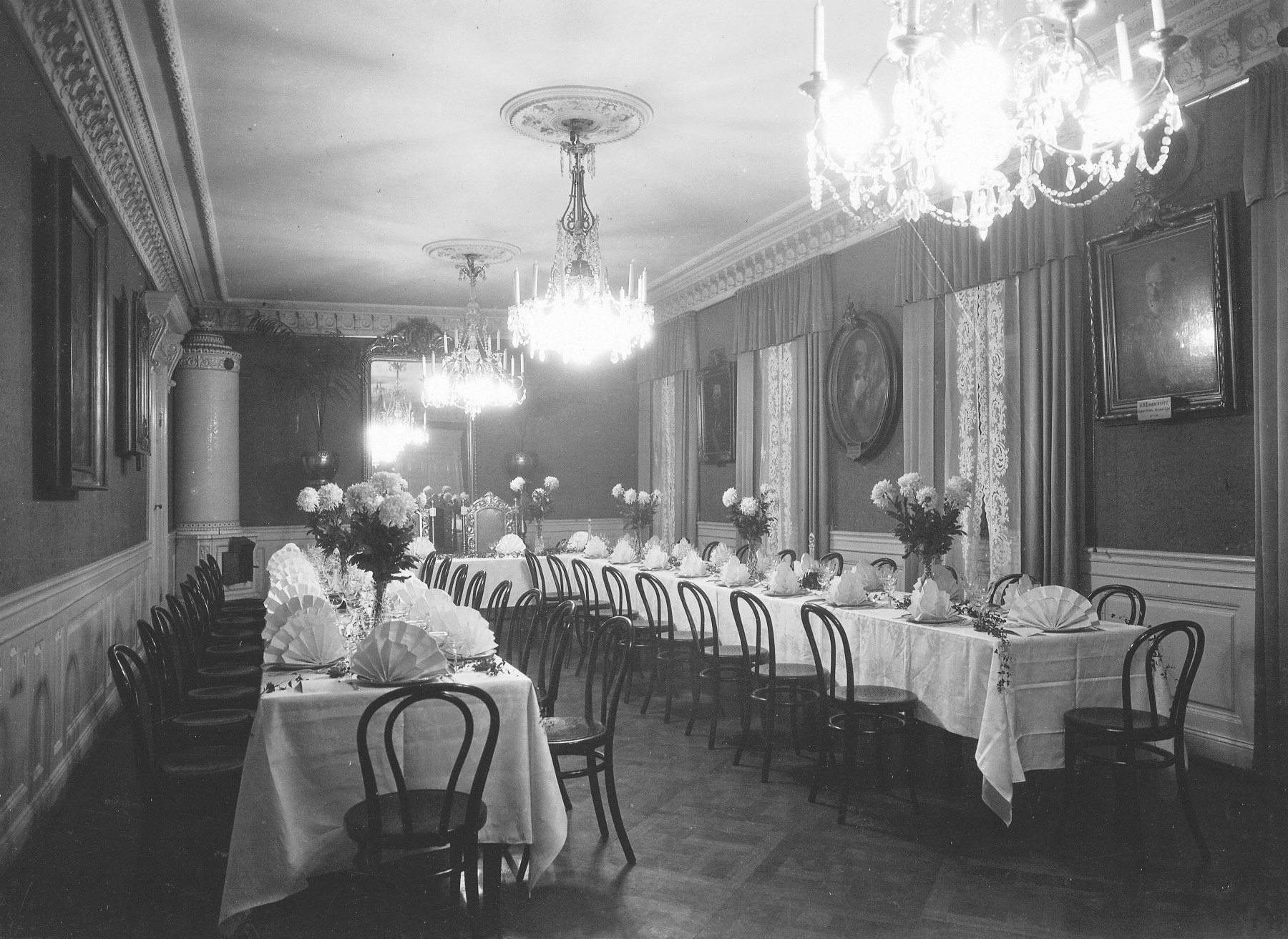
Pelikanens festvåning.

## Restaurang Port Arthur och Pelikan på Blekingegatan

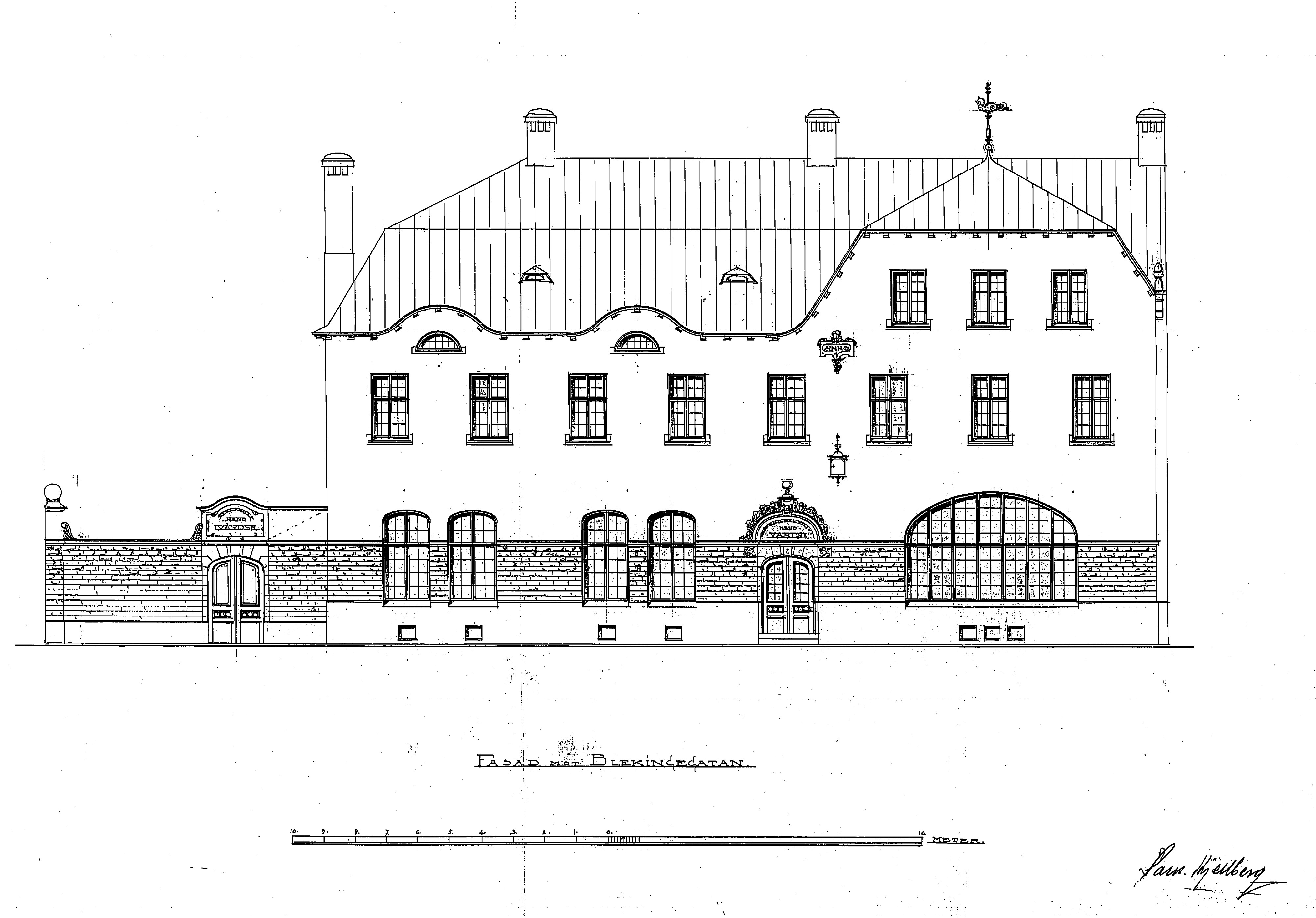
Sam Kjellbergs fasadritning från 1902.

Uppdraget att utforma huset på Blekingegatan 40 under början av 1900-talet hade gått till arkitekten Sam Kjellberg. Byggnaden uppfördes som restaurang med personalbostäder. Kjellberg ritade en jugendinspirerad byggnad med elegant svängd takfot och ett stort bågfönster till matsalen.
År 1904 stod huset vid Blekingegatan 40 färdigt. En restaurang inrättades i det nybyggda huset av Stockholms utskänkningsaktiebolag och den fick namnet Port Arthur, av stamgäster kallad Pottan. Från 1904 fram till 1931 existerade Port Arthur på Blekingegatan och Pelikan vid Brunnsbacken parallellt, båda så småningom ägda av det statliga SARA-bolaget.
År 1969 köpte SARA krogen på Blekingegatan och bytte namn på den från Port Arthur till det traditionstyngda Pelikan, som sedan 1931 varit ett vakant restaurangnamn. År 1984 köptes etablissemanget av två kvinnor som kom att driva det i nästan trettio år. I december 2013 trädde nya ägare in som förutom Pelikan bland annat driver anrika restaurang Blå Porten på Djurgården.
I bottenvåningen byggdes fyra större rumsvolymer. Restaurangen till vänster har väggar med boaseringar, speglar och sidentapeter. Takytan är täckt med oktogonala speglar inom listverk och där finns en vit skänkkakelugn med blå dekor och mässingsgaller. Matsalen till höger har golv av sexkantiga keramikplattor i vitt och rött. Det byggdes ett par olika kroglokaler med matsal, kafé och kök, en festvåning en trappa upp, en lokal för spritförsäljning och en lägenhet för källarmästaren med 4 rum och kök samt 6 enkelrum. 
På vinden fanns sex hotellrum samt badrum. Den stora hallen byggdes som en matsal med väggfast bänkinredning och höga paneler i brunt, väggar och tak gula, väggarna fältindelade med rödmålade bårder, taket med profilerade lister. Vägg- och takytorna var oljefärgsmålade med fantasifull dekormålning. Taket bärs upp av dekormålade pelare med hög panel och väggfasta bänkar. Den mer exklusiva restaurangmiljön byggdes à la stadshotell. Den fick namnet Linnematsalen, eftersom man där hade vita linnedukar.

## Nutida bilder

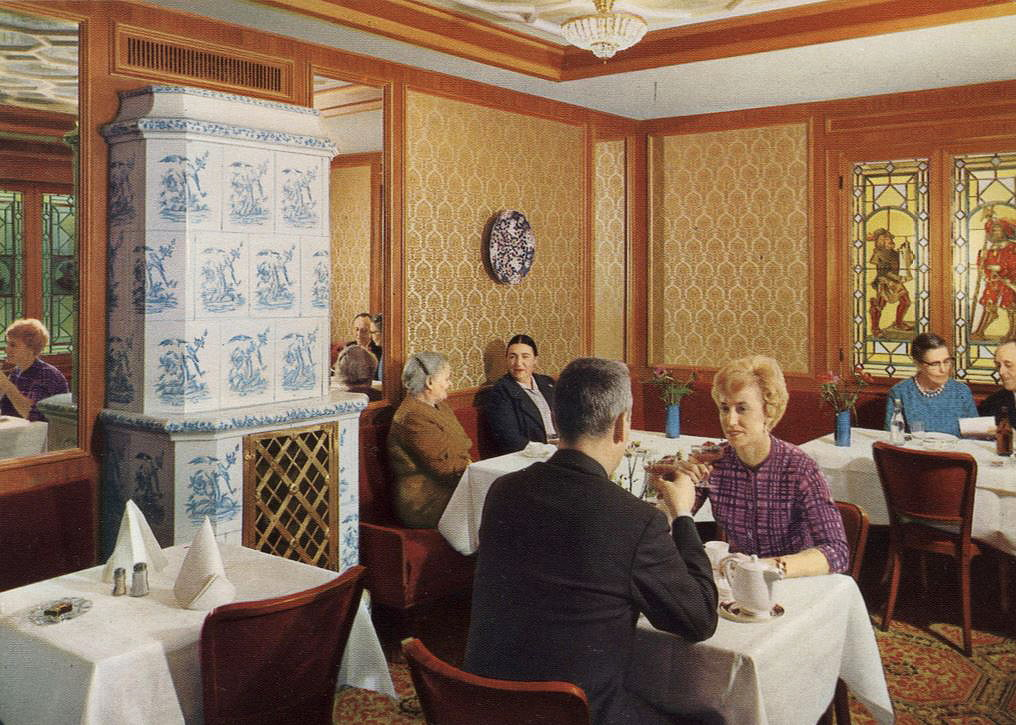
Port Arthur, interiör, 1960-tal.
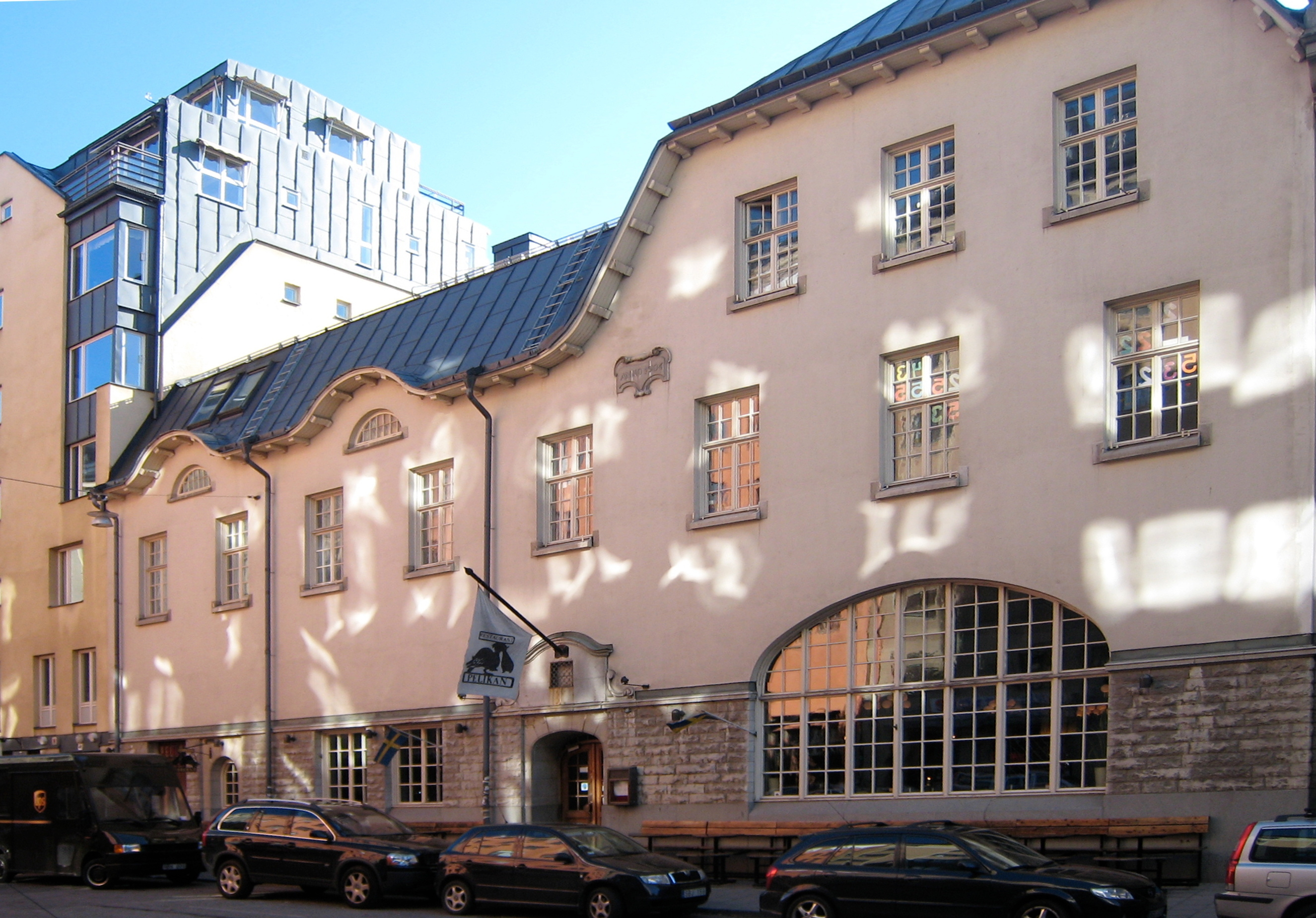
Fasad mot Blekingegatan 40.
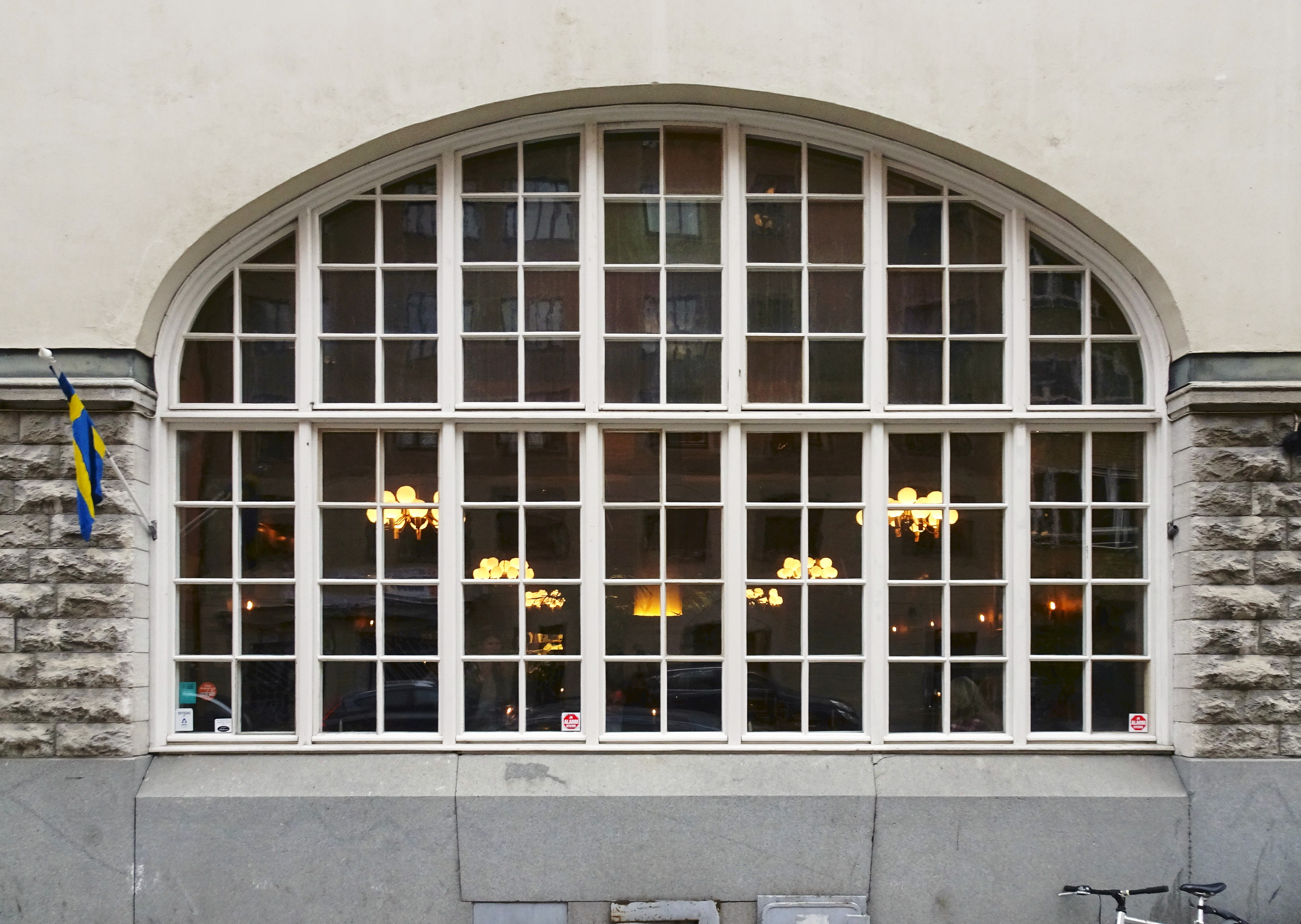
Matsalsfönstret, 2017.
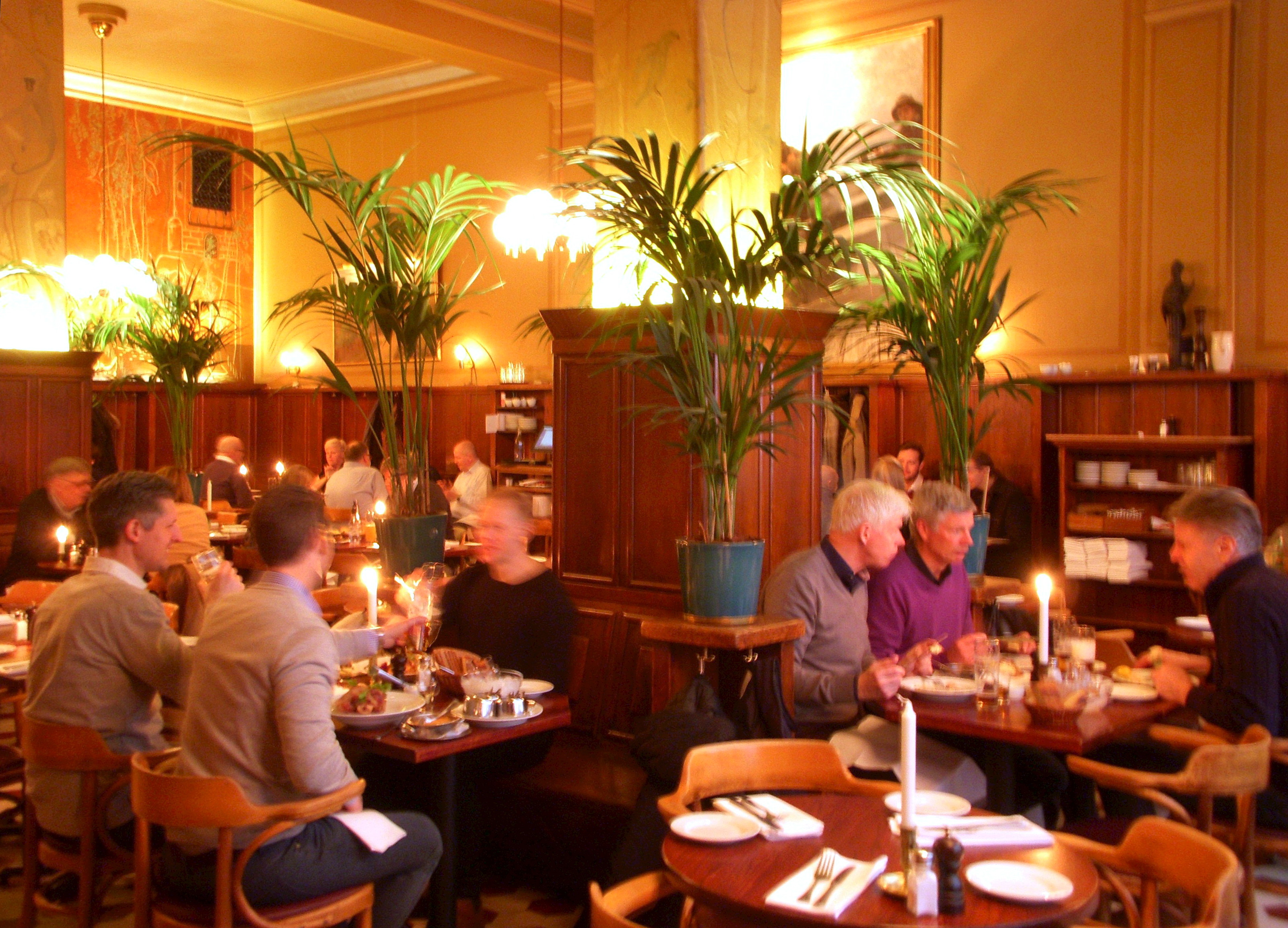
Pelikan, interiör, 2017.

## Se även

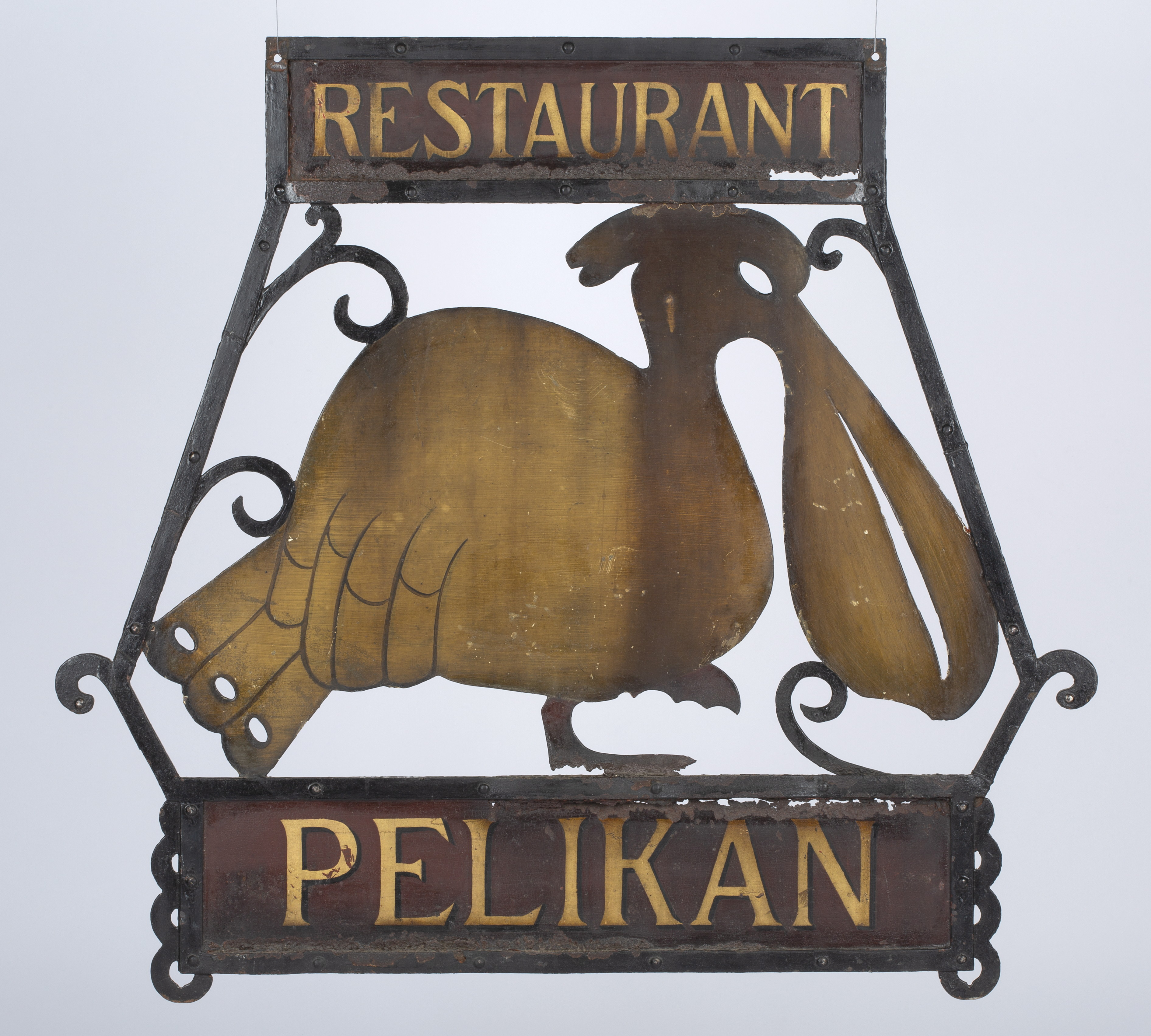
Pelikans originalskylt finns i Stadsmuseets samlingar.